# 844 (číslo)
Osm set čtyřicet čtyři je přirozené číslo, které následuje po čísle osm set čtyřicet tři a předchází číslu osm set čtyřicet pět. Římskými číslicemi se zapisuje DCCCXLIV.

## Matematika
844 je:
- Deficientní číslo
- Šťastné číslo
- Příznivé číslo

## Astronomie
- (844) Leontina je planetka hlavního pásu, kterou objevil v roce 1916 Joseph Rheden

## Roky
- 844
- 844 př. n. l.